# Hrómundartindur
Hrómundartindur – niewielki system wulkaniczny na południe od jeziora Þingvallavatn w południowo-zachodniej Islandii. Data ostatniej erupcji nie jest znana. 

## Opis
Hrómundartindur leży w południowo-zachodniej Islandii, na południe od jeziora Þingvallavatn, sąsiaduje na zachodzie z systemem wulkanicznym Hengill. Jest to niewielki system wulkaniczny, ok. 25 km długości, złożony z centralnego wulkanu i licznych szczelin. Wulkan wznosi się na wysokość 550 m n.p.m.
Hrómundartindur był ostatnio aktywny ok. 10 000 lat temu. Data ostatniej erupcji nie jest znana. System charakteryzuje się aktywnością geotermalną – na polu Ölkeduháls występują liczne gorące źródła i fumarole. 